# Figurismo

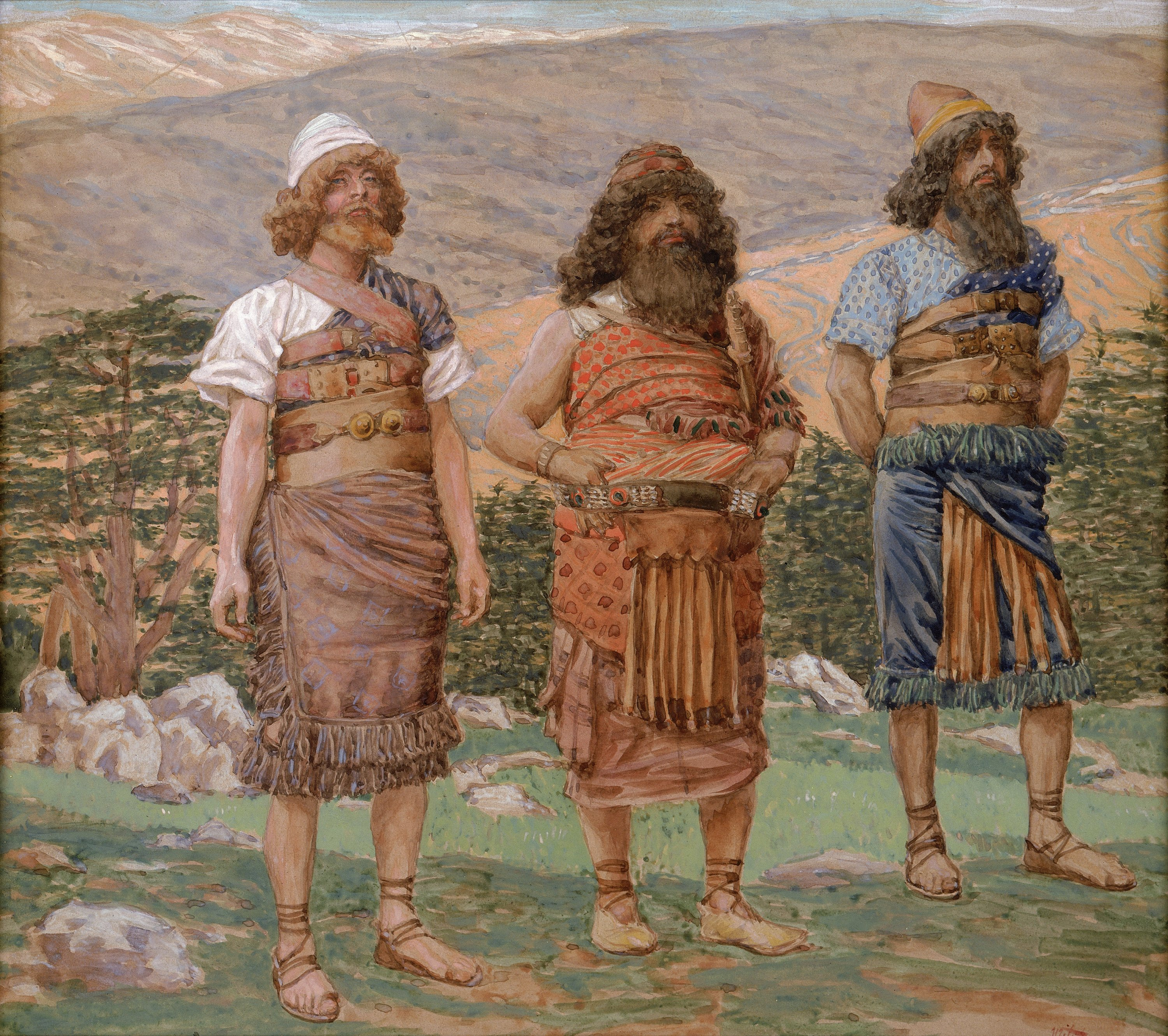
Segundo os figuristas, o filho de Noé, Sem (na imagem representado com Cam e Jafé) teria viajado ao Extremo Oriente e levado consigo os conhecimentos de Adão.

O figurismo foi um movimento intelectual entre missionários jesuítas no final do século XVII e início do século XVIII, no qual os aderentes viam o I Ching como um livro profético contendo os mistérios cristãos e priorizaram trabalhar com o imperador Qing (em vez dos literatos chineses) para promover o cristianismo na China.

## Contexto histórico
Desde o trabalho pioneiro de Matteo Ricci na China, entre 1583 e 1610, os missionários jesuítas na China trabalharam num programa de integração entre o Cristianismo e as tradições chinesas. Ricci e seus seguidores identificaram três “seitas” presentes na China: confucionismo, budismo e taoismo. Enquanto viam o budismo e o taoismo como religiões pagãs, inimigas do cristianismo, a abordagem de Ricci com relação ao confucionismo era de que o mesmo era essencialmente uma filosofia e um conjunto de ensinamentos morais compatíveis com a fé cristã; visão que foi predominante entre os jesuítas na China durante a maior parte do século XVII. Eles viam os ritos confucionistas, tais como a veneração dos mortos, como funções essencialmente civis dedicadas à edificação da virtude moral do povo, em vez de ritos religiosos. Partindo desse princípio, os jesuítas centraram sua atuação na China na interação com os funcionários literatos confucionistas, tentando convencê-los das suas teorias e consequentemente convertê-los à fé cristã. Quando se dirigindo ao público europeu, os missionários jesuítas da China se esforçaram em apresentar o confucionismo, como representado por seus Quatro Livros, em uma luz favorável. Os esforços culminaram na publicação do Confucius Sinarum Philosophus por Philippe Couplet (Paris, 1687).
Após a queda da dinastia Ming (queda de Pequim em 1644) e a conquista manchu de todo o país (no início dos anos 1650), os jesuítas na China tiveram de mudar sua fidelidade da dinastia Ming para os Qing, assim como a maioria dos funcionários literatos eventualmente fizeram. Eles logo se viram trabalhando em um ambiente intelectual e político bem diferente de seus antecessores da era Ming. Enquanto nos dias de Ricci os jesuítas não estavam em condições de trabalhar diretamente com o imperador – o recluso imperador Wanli (r. 1572–1620). Em grande parte do tempo, ele se afastou da vida pública e raramente deu audiências, mesmo ao seu próprio Grande Secretário –, os primeiros imperadores Qing: Shunzhi e, em particular, Kangxi, não se mostravam desinteressados em lidar diretamente com os jesuítas e usar seus serviços para as necessidades do governo central. Por outro lado, o pensamento confucionista chinês também mudou: a perspectiva mais aberta dos literatos do final da era Ming foi substituída no início da era Qing pelo apego generalizado à ortodoxia neoconfucionista, que também foi endossada pela corte, mas foi desaprovada pelos jesuítas como sendo ateísta e materialista.
Assim, no final do século XVII, a forma como os jesuítas da China se esforçaram para preencher a lacuna entre a China e a Europa cristã também mudou. Em vez de elogiar Confúcio e a ideologia atribuída a ele, muitos jesuítas, liderados por Joachim Bouvet (que chegou à China em 1688), focaram no mais antigo clássico chinês, o I Ching, que Bouvet considerava a obra escrita mais antiga do mundo, contendo "preciosos vestígios do que sobrou da mais antiga e excelente filosofia ensinada pelos primeiros patriarcas do mundo”. Os figuristas mantinham a crença dos primeiros missionários jesuítas da China de que a antiga religião chinesa, agora quase perdida, estava ligada à tradição judaico-cristã.

## Princípios básicos

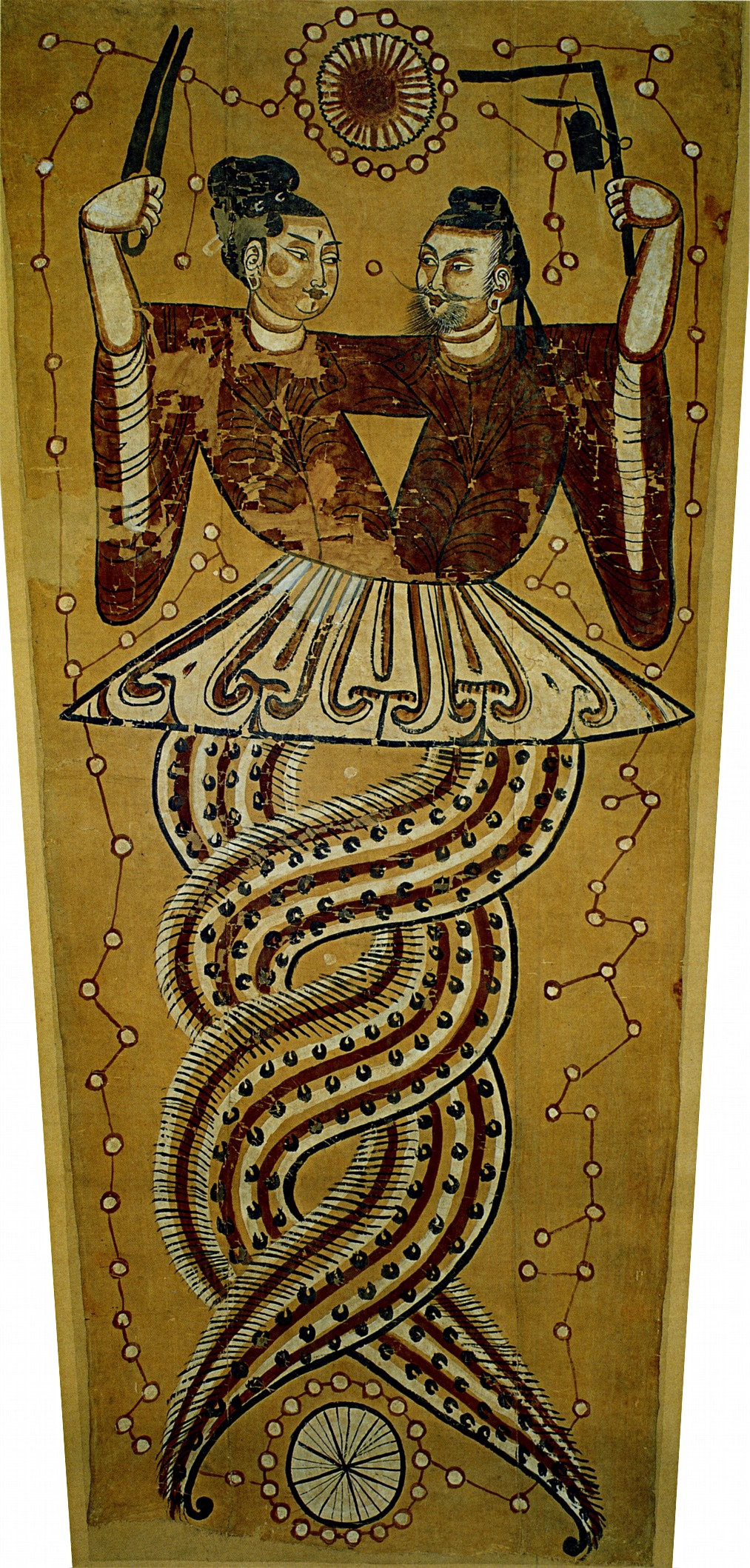
Segundo Bouvet, Fu Xi era, na realidade, Enoque, patriarca bíblico.

Os figuristas frequentemente discordavam entre si, mas eles concordavam, no geral, em três princípios básicos:

### I. A questão da cronologia
O primeiro ponto em que todos os figuristas concordavam era a crença de que um certo período na história chinesa não se referia somente aos chineses, mas a toda a humanidade. Ademais, os jesuítas criam que a história da China datava de antes do dilúvio e era, portanto, tão antiga quanto a história europeia. Isso fez com que os figuristas acreditassem que as duas histórias eram iguais em importância religiosa.

### II. A teoria da origem comum com Noé
Após o dilúvio, Sem, filho de Noé, moveu-se para o Extremo Oriente e levou consigo o conhecimento secreto de Adão acerca da pureza original. Assim, os figuristas acreditavam que se poderia encontrar muitas alusões ocultas à revelação pré-cristã nos clássicos chineses.
Bouvet também acreditava que Fu Xi, o suposto autor do I Ching, assim como Zaratustra e Hermes Trismegisto, eram, na realidade, a mesma pessoa: o patriarca bíblico Enoque.

### III. A revelação do Messias
Os figuristas determinaram que o sábio shengren (聖人) era, na realidade, o Messias. Isso provou na mente dos figuristas que, por exemplo, o nascimento de Jesus também foi prefigurado nos clássicos chineses. Joachim Bouvet, em particular, concentrou sua pesquisa no I Ching, tentando encontrar uma conexão entre os clássicos chineses e a Bíblia. Ele chegou à conclusão de que os chineses conheciam toda a verdade da tradição cristã nos tempos antigos e que essa verdade poderia ser encontrada nos clássicos chineses.

## Oposição

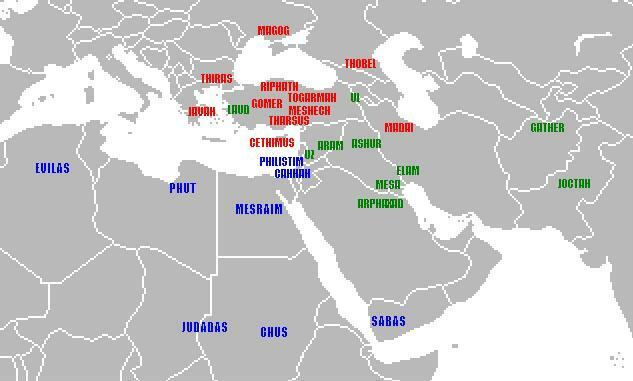
Identificações geográficas de Flávio Josefo, c. 100 d.C.; Os filhos de Jafé mostrados em vermelho, os filhos de Cam em azul e os filhos de Sem em verde.

Houve oposição aos figuristas tanto na China quanto na Europa. Na China, havia um grupo antiocidental de literatos e funcionários chineses. Alguns estudiosos chineses duvidaram da ideia de que Deus já fazia parte da tradição confucionista. Quando Foucquet rejeitou a história oficial chinesa, ele foi rejeitado com raiva pelos chineses e, consequentemente, mandado de volta para a Europa.
Na Europa havia também um grupo antijesuíta na Igreja Católica. A ideia figurista foi vista como uma inovação especialmente perigosa porque elevou os clássicos chineses às custas das autoridades cristãs. A Igreja Católica não aceitava a ideia de que os clássicos chineses pudessem ser importantes para a fé cristã.

## Influência e fracasso
Por causa da oposição esmagadora aos figuristas, eles não conseguiram publicar nenhuma de suas obras em vida, exceto Foucquet, que teve sua obra principal publicada em 1729. No entanto, outros aspectos dificultaram os figuristas; não havia um conceito geralmente aceito para sua pesquisa. As traduções de textos do chinês para o latim ou vice-versa demoravam muito. Mais importante ainda, os figuristas não concordavam entre si. Quando a Igreja Católica proibiu os ritos e os chineses começaram a perseguir os cristãos, a missão figurista se desvaneceu junto com ela para se tornar uma mera nota de rodapé na história da missão cristã na China.

## Representantes notáveis
- François Noël (1651–1729)[7]
- Joachim Bouvet (1656–1732)[8]
- Joseph-Henri-Marie de Prémare (1666–1735)
- Jean-François Foucquet (1665–1741)
- Jean-Alexis de Gollet (1664–1741)